# Wi-Fi
Wi-Fi, sovint escrit com Wi-fi, WLAN, WiFi, Wifi i wifi és una família de protocols de xarxa sense fil basats en la família d'estàndards IEEE 802.11, que s'utilitzen habitualment per a xarxes d'àrea local de dispositius i accés a Internet, que permeten dispositius digitals propers per intercanviar dades per ones de ràdio d'alta freqüència. Aquestes són les xarxes d'ordinadors més utilitzades, que s'utilitzen a nivell mundial a les xarxes domèstiques i d'oficines petites per enllaçar dispositius i proporcionar accés a Internet amb encaminadors sense fils i punts d'accés sense fils en llocs públics com ara cafeteries, hotels, biblioteques i aeroports per oferir als visitants. Aquest punt d'accés wifi té uns 20 metres en interior fins a alguns centenars en camp obert. La cobertura pot ser dins d'una habitació amb parets i obstacles que bloquegen el senyal, fins a diversos kilòmetres utilitzant punts d'accés intermedis amb antenes direccionals.

Wi-Fi pot ser menys segur que les connexions per cable (Ethernet), ja que l'atacant no necessita ser físicament connectat. Les pàgines web que utilitzen SSL són segures però l'accés wifi sense encriptació és fàcilment detectat pels atacants. A causa d'això les xarxes sense fils han desenvolupat tècniques d'encriptació. El primer estàndard d'encriptació, conegut com a WEP, actualment es troba obsolet perquè és extremadament dèbil. Protocols d'encriptació de més alta qualitat, WPA i WPA2 van aparèixer més tard com a solució a WEP. Una funcionalitat especial introduïda el 2007 coneguda com a Wi-Fi Protected Setup (WPS), tenia com a funció permetre connectar dispositius a un punt d'accés amb WPA o WPA-2 prement un botó, WPS té una vulnerabilitat que permet a un atacant obtenir la clau WPA/WPA-2 sense conèixer el pin de configuració WPS, és aconsellable deshabilitar WPS.

## Descripció dels estàndards wifi
802.11a: funciona a la freqüència de 5 GHz, a una velocitat màxima teòrica de 54 Mbps.
802.11b: estàndard per WLAN que funciona a la freqüència de 2,4 GHz, a la velocitat màxima teòrica d'11 Mbps. Molt feble a les interferències, però també el que té un abast més gran gràcies a la baixa velocitat.
802.11g: funciona a la freqüència de 2,4 GHz, a una velocitat màxima teòrica de 54 Mbps. És el successor de 802.11b.
802.11n (Wi-Fi 4): funciona a la freqüència de 2.4 GHz i a 5 GHz, a una velocitat màxima teòrica de 600 Mbps. És el successor dels tres estàndards anteriors.
802.11ac (Wi-Fi 5): funciona a la freqüència de 5 GHz, a una velocitat màxima teòrica de 1.3 Gbps. És el successor de tots els estàndards anteriors.
802.11ad: funciona a la freqüència de 60 GHz, a una velocitat màxima teòrica de 6.75 Gbps. Aquesta freqüència té un abast en línia visual d'uns 10 metres i és un complement d'alta capacitat per la resta d'estàndards 802.11.
802.11ax (Wi-Fi 6): funciona a la freqüència de 2.4 GHz i a 5 GHz.

La freqüència de 2,4 GHz té un abast més gran perquè les ones tenen més poder de penetració. Així i tot, és utilitzada per molts aparells, per tant hi ha més probabilitat d'interferència, per exemple: dispositius bluetooth, microones, telèfons DECT, uns altres punts d'accés...

## Història

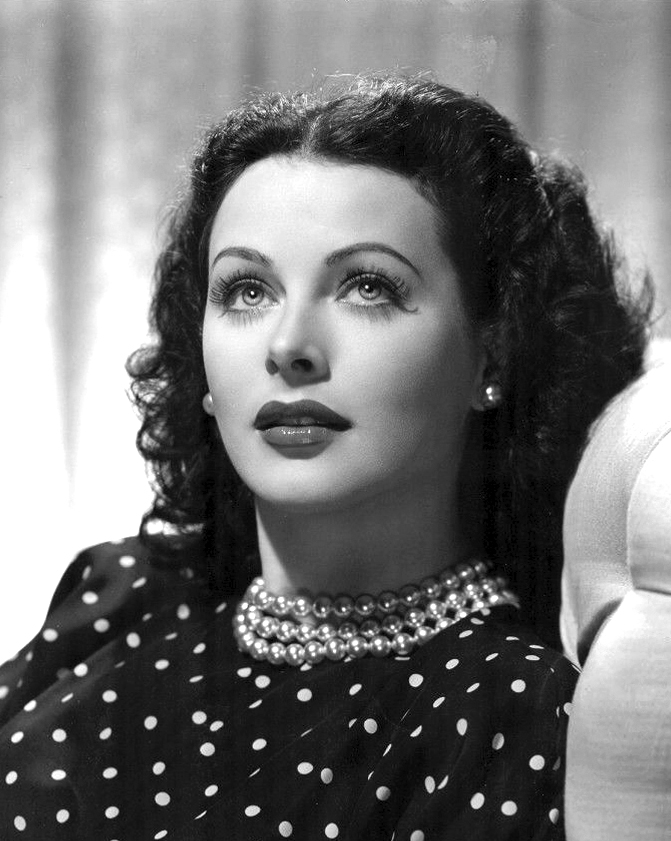
Hedy Lamarr (1914-2000), actriu i autodidàctica austríaca precursora en el desenvolupament de la transmissió per ràdio segur, similar a l'actual wifi

L'actriu austríaca i científica autodidàctica Hedy Lamarr (1914-2000), al començament de la Segona Guerra Mundial, al costat del compositor George Antheil van desenvolupar la patent d'un sistema de guia per ràdio per a torpedes aliats que utilitzava l'espectre eixamplat i la tecnologia de salt de freqüència per vèncer l'amenaça d'interferències per part de les Potències de l'Eix. Hedy Lamarr va inventar el sistema d'espectre dispers, al qual va anomenar “sistema secret de comunicacions”, degut a la complexitat que aquest artefacte tenia per ser interpretat per part de l'enemic. Aquest dispositiu, precursor del Wi Fi i del Bluetooth, va tenir la coautoria del pianista i compositor George Antheil, que també va ser un expert en la construcció de pianos. En el present, el Wi Fi, el Bluetooth, Fax, GPs i altres sistemes basats en les radiofreqüències es van fonamentar principalment en aquell “sistema secret de comunicacions” que va idear i dissenyar Hedy Lamarr durant nits senceres, mentre s'exercia com una de les actrius més prolífiques i reconegudes del segle xx.
La tecnologia 802.11 té l'origen en una llei de 1985 de la Comissió Federal de Comunicacions dels Estats Units que va llançar la banda ISM per al seu ús sense llicència. El 1991, NCR Corporation amb AT & T Corporation va inventar el precursor de 802.11 destinats a ser utilitzats en els sistemes de gerència. Els primers productes sense fils estaven sota el nom WaveLAN.
L'estàndard 802.11 utilitza un gran nombre de patents pertanyents a diferents organitzacions.
Alguns han anomenat l'enginyer holandès Vic Hayes el "pare de la tecnologia Wi-Fi", per la seva participació en la negociació de les normes inicials dins del IEEE quan va presidir el grup de treball.
El ràdio-astrònom australià John O'Sullivan ha desenvolupat una patent clau utilitzada en el Wi-Fi com un subproducte en un projecte d'investigació CSIRO, "un experiment fallit per detectar l'explosió de mini forats negres de la mida d'una partícula atòmica". El 1992 i 1996, l'organització australiana CSIRO (Australian Commonwealth Scientific and Industrial Research Organisation) va obtenir patents per a un mètode més utilitzat en Wi-Fi per utilitzar el senyal.
El 1999, l'Aliança Wi-Fi va formar una associació comercial per mantenir la marca Wi-Fi a les que es venen la majoria dels productes. El juliol del 1999, Apple va començar a vendre ordinadors portàtils amb Wifi, denominant a la tecnologia AirPort.
L'abril de 2009, 14 empreses de tecnologia van acordar pagar a CSIRO 250 milions de dòlars per a les infraccions relatives a les patents de CSIRO. Això va portar als australians a etiquetar Wi-Fi com una invenció australiana, encara que això ha estat objecte de certa controvèrsia. CSIRO va guanyar un judici per 220 milions de dòlars per les infraccions sobre patents Wi-Fi el 2012.
El 2018 Wi-Fi Alliance va estandarditzar la numeració generacional simplificant la nomenclatura dels estàndards.
Llista completa de les versions: 802.11a, 802.11b, 802.11g, 802.11n (Wi-Fi 4), 802.11h, 802.11i, 802.11-2007, 802.11-2012, 802.11ac (Wi-Fi 5), 802.11ad, 802.11af, 802.11-2016, 802.11ah, 802.11ai, 802.11aj, 802.11aq, 802.11ax (Wi-Fi 6), 802.11ay.

## Certificació

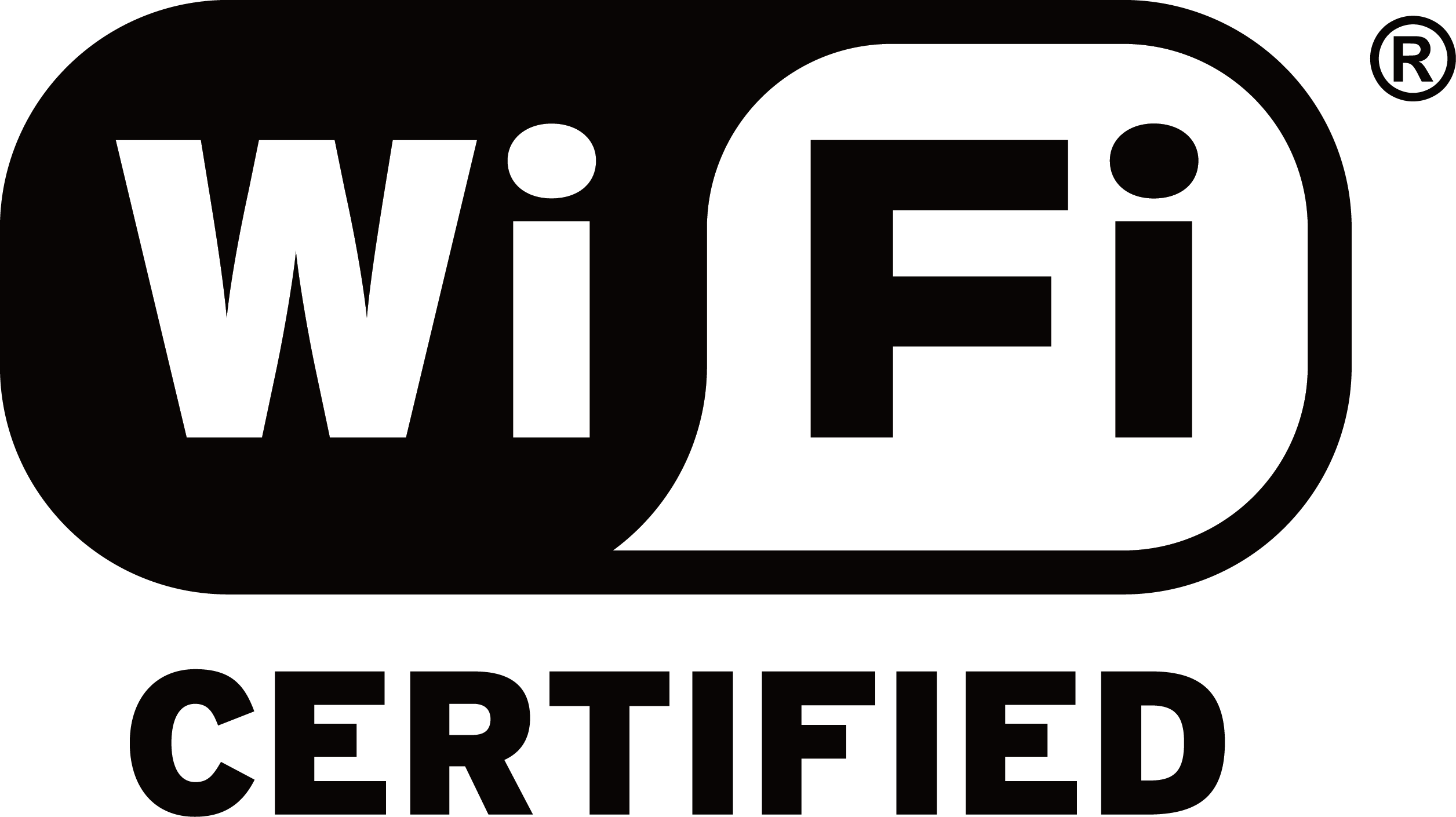
Logotip de certificació Wi-Fi

L'IEEE no prova els equips perquè compleixin els seus estàndards. La Wi-Fi Alliance es va formar el 1999 per establir i fer complir estàndards d'interoperabilitat i retrocompatibilitat, i per promoure la tecnologia de xarxa d'àrea local sense fils. La Wi-Fi Alliance imposa l'ús de la marca Wi-Fi a tecnologies basades en els estàndards IEEE 802.11 de l'IEEE. Els fabricants membres de la Wi-Fi Alliance, els productes dels quals superen el procés de certificació, obtenen el dret de marcar aquests productes amb el logotip de Wi-Fi. Concretament, el procés de certificació requereix la conformitat amb els estàndards de ràdio IEEE 802.11, els estàndards de seguretat WPA i WPA2 i l'estàndard d'autenticació EAP. La certificació pot incloure opcionalment proves d'esborrany d'estàndards IEEE 802.11, interacció amb la tecnologia de telèfons mòbils en dispositius convergents i funcions relacionades amb la configuració de seguretat, multimèdia i estalvi d'energia.
No tots els dispositius Wi-Fi s'envien per a la certificació. La manca de certificació Wi-Fi no implica necessàriament que un dispositiu sigui incompatible amb altres dispositius Wi-Fi. L'Aliança Wi-Fi pot sancionar o no termes derivats, com ara Super Wi-Fi, encunyat per la Comissió Federal de Comunicacions (FCC) dels Estats Units per descriure la xarxa proposada a la banda de televisió UHF als EUA.

## Avantatges
- En ser xarxes sense fil, la comoditat que ofereixen és molt superior a les xarxes cablejades perquè qualsevol usuari que tingui accés a la xarxa pot connectar-s'hi des de diferents punts, o en mobilitat, dins d'una àrea de cobertura.

- Un cop configurades, les xarxes Wi-Fi permeten l'accés de múltiples ordinadors, a diferència de la tecnologia per cable, que està limitada als ports instal·lats i als usuaris registrats.

- La Wi-Fi Alliance assegura que la compatibilitat entre dispositius amb la marca Wi-Fi és total, de manera que arreu es fa servir el mateix estàndard. Això no s'esdevé, per exemple, en les xarxes de telefonia mòbil.

## Components d'una xarxa Wi-Fi
Extensor d'abast de xarxaPermet incrementar l'abast d'un punt d'accés.
Punt d'accésConnecta un grup de dispositius mòbils a una Xarxa d'Àrea Local (LAN) associada. Funciona de forma semblant a un concentrador de xarxa (HUB), perquè permet la comunicació entre diferents dispositius (en aquest cas, mòbils) que s'hi connecten.
Pont de xarxa (Network bridge)Dos ponts de xarxa permeten la comunicació entre dues xarxes cablejades separades físicament.
Encaminador (Router)Normalment integra un punt d'accés, un commutador de xarxa (switch) i un servidor DHCP, que assigna una adreça IP i els servidors de noms DNS necessaris per resoldre noms a Internet. La configuració de l'encaminador se sol fer mitjançant un servidor web que porta incorporat.
Adaptador de xarxaPermet connectar un dispositiu a una xarxa sense fils. Pot formar part del mateix dispositiu o afegir-s'hi de diferents formes (en el sòcol PCI d'un ordinador, en un port USB). Gairebé cada ordinador portàtil i ultraportàtil (netbook) està equipat amb un adaptador intern.

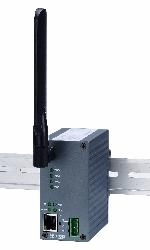
Punt d'accés Wi-Fi
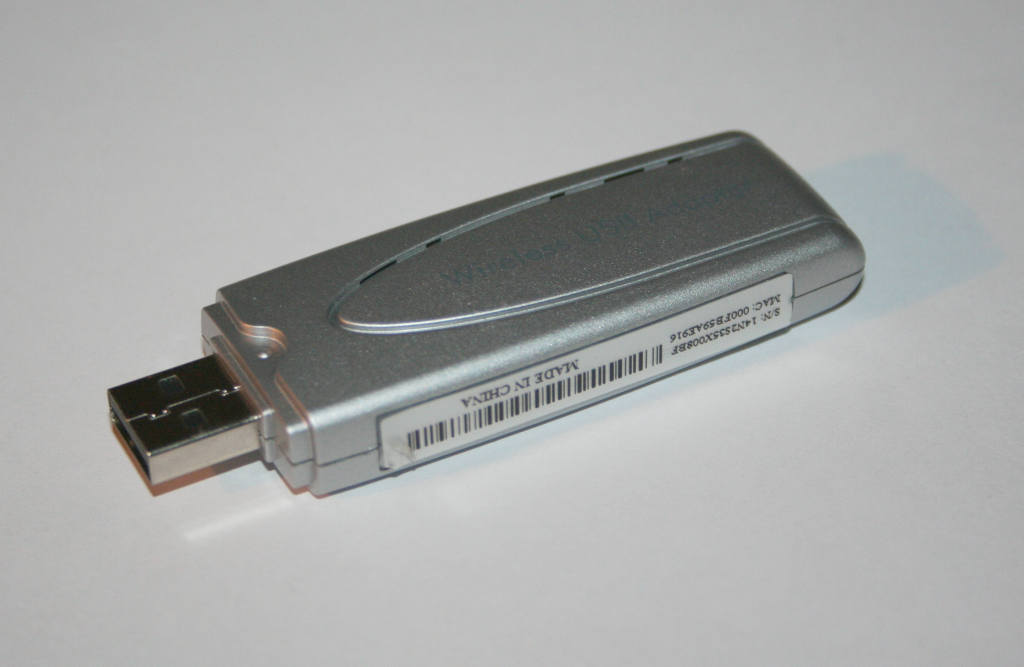
Adaptador de xarxa Wi-Fi USB
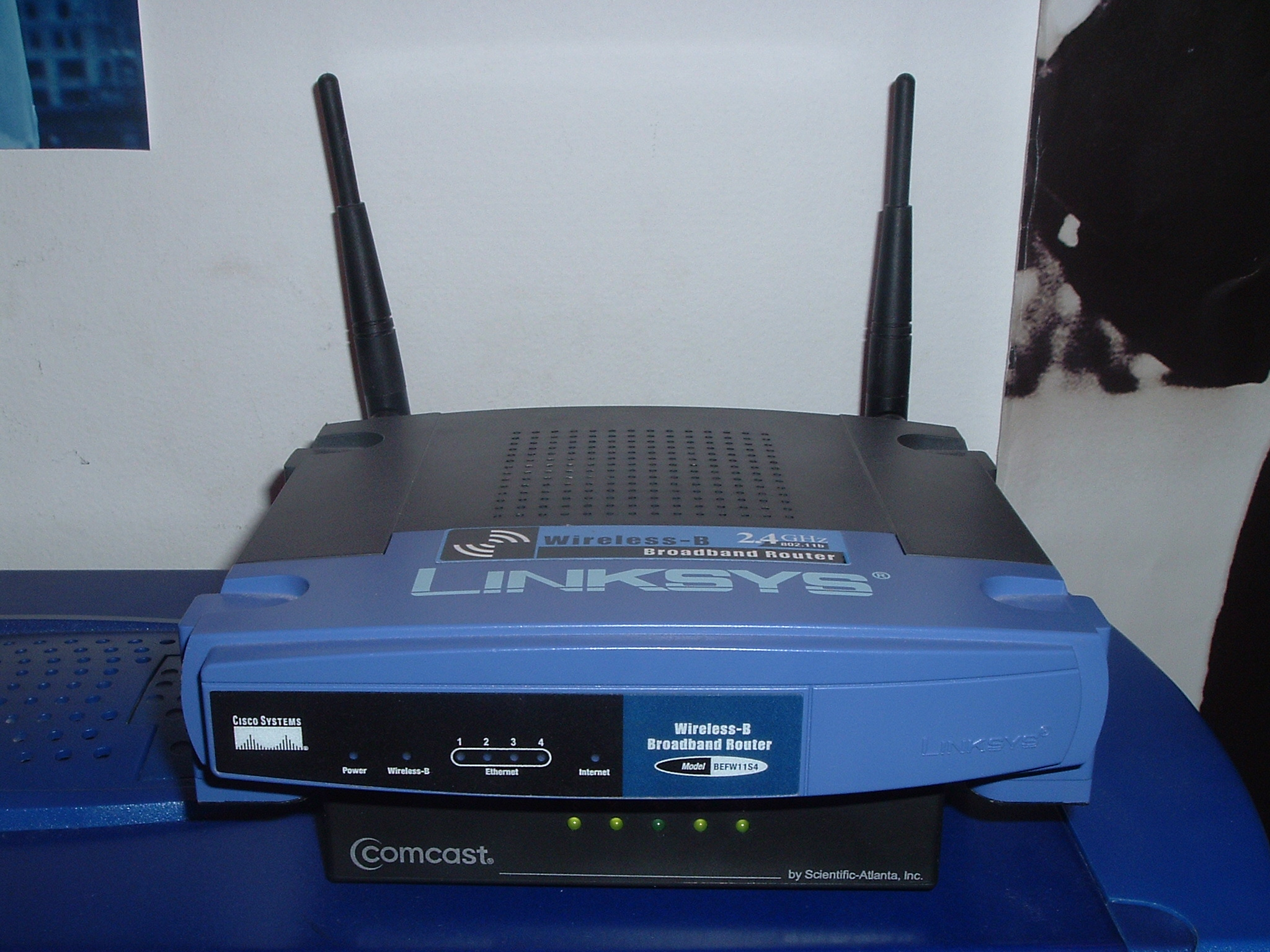
Encaminador Wi-Fi

## Problemes de salut
L'Organització Mundial de la Salut (OMS) diu que "no s'esperen efectes sobre la salut de l'exposició a camps de RF des d'estacions base i xarxes sense fil", però assenyala que promouen la investigació dels efectes d'altres fonts de RF. (una categoria utilitzada quan "una associació causal es considera creïble, però quan a l'atzar, el biaix o la confusió no es poden descartar amb una confiança raonable"), aquesta classificació es va basar en els riscos associats amb l'ús de telèfons sense fil en lloc de les xarxes Wi-Fi.
La Health Protection Agency del Regne Unit va informar l'any 2007 que l'exposició al Wi-Fi durant un any provoca la "mateixa quantitat de radiació d'una trucada de telèfon mòbil de 20 minuts".
Una revisió d'estudis amb 725 persones que van afirmar hipersensibilitat electromagnètica, "...suggereix que la" hipersensibilitat electromagnètica "no té relació amb la presència de EMF, encara que cal més investigació sobre aquest fenomen".

## Per a més informació
- The WNDW Authors. Wireless Networking in the Developing World. Third.  CreateSpace Independent Publishing Platform, 2013. ISBN 978-1-4840-3935-9.

 A Wikimedia Commons hi ha contingut multimèdia relatiu a: Wi-Fi